# Герб Заставнівського району
Герб Заста́внівського райо́ну — герб територіальної громади Заставнівського району Чернівецької області.
Автор — А. Ґречило.

## Опис
Гербовий щит заокруглений. У щиті срібна кроква, у верхньому зеленому полі — два золоті букові горішки, в нижньому синьому — золотий короп.
Щит з гербом підтримують з правого боку золотий лев з червоним язиком, з лівого — золотий бик з червоними рогами. Щит увінчано золотою короною, під щитом розміщено зелену стрічку з написом золотими літерами «Заставнівський район».

## Символіка
- Букові горішки вказують на приналежність району Чернівецькій області.
- Біла (срібна) кроква символізує річку Дністер, що тече територією району.
- Золотий короп уособлює природні багатства місцевості.
- Бик є символом Буковини.
- Лев — символ Галицької Русі.
- Корона символізує рослинність регіону.